# Yu Jim-yuen
Yu Jim-yuen (5 septembrie 1905 - 9 septembrie 1997) (în chineză: 于占元) a fost directorul Academiei de Arte Teatrale Chineze, una din principalele școli de operă din Hong Kong, unde Jackie Chan, Sammo Hung, Yuen Biao, Yuen Qiu, Yuen Wah și Corey Yuen și-au primit antrenamentul. De asemenea, a fost tatăl actriței Yu So Chow, care a apărut în peste 150 de filme. Singurul film în care a jucat Yu Jim-yuen a fost The Old Master (師父出馬), în 1979, în rolul lui Wen Ren-yang. A murit din cauza unui atac de cord în Los Angeles, California, Statele Unite.
În 1988 a apărut filmul Painted Faces. Povestea relatează viața copiilor de la Academia de Arte Teatrale Chineze, iar Sammo Yung joacă rolul directorului Yu.